# اشرف وحیدیان

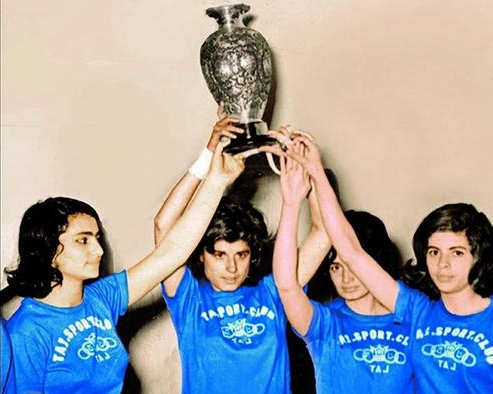
جام قهرمانی والیبال بانوان باشگاه‌های تهران در سال ۱۳۴۱ بر دستان اشرف وحیدیان، کاپیتان باشگاه تاج و هم‌تیمی‌های او.

اشرف وحیدیان (متولد ۱۳۱۹ خورشیدی در تهران) بازیکن والیبال، مربی و سرپرست و کاپیتان سابق تیم ملی والیبال زنان ایران و کاپیتان سابق باشگاه والیبال زنان تاج(استقلال) و مدرس دانشگاه است. در جمعه ۱۵ شهریور ۱۳۴۲، وی به عنوان اولین کاپیتان تیم ملی والیبال زنان ایران در اولین مسابقه تیم ملی برابر تیم ملی ژاپن قرار گرفت.وی با باشگاه تاج به عنوانهای متعدد داخلی و خارجی والیبال بسیاری از جمله قهرمانی در لیگ والیبال زنان ایران  رسیده است . وی همچنین توانست به عنوان کاپیتان تیم ملی والیبال زنان ایران را به سومی و مدال برنز بازیهای آسیایی ۱۹۶۶ بانکوک برساند.

## زندگی ورزشی
وحیدیان دارای مدرک کارشناسی ارشد تربیت بدنی از دانشگاه تهران است. وی به عنوان مربی تیم ملی در بازی‌های آسیایی بانکوک ۱۹۷۰ به مقام چهارم رسید. وی نائب رئیس فدراسیون والیبال نیز بوده‌است.

## کارنامه ورزشی
در سطح باشگاهی
- قهرمان باشگاه‌های تهران: سال ۱۳۴۱ (به عنوان کاپیتان تیم تاج)[۲][۳]
- نائب قهرمان نخستین دوره مسابقات والیبال بانوان به همراه تیم تاج در بهمن سال[۲] ۱۳۴۰